# Predjama slott

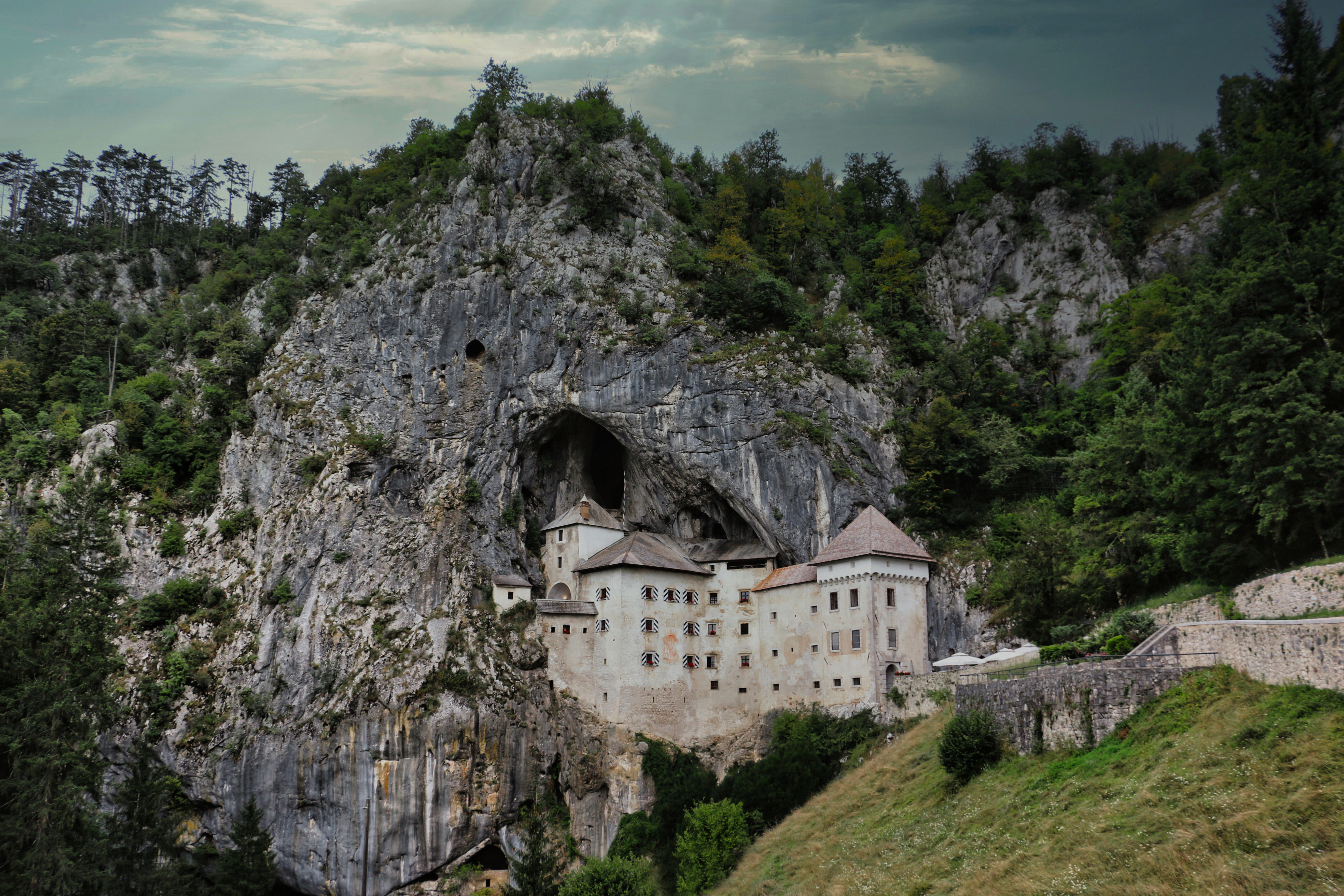
Predjama slott.

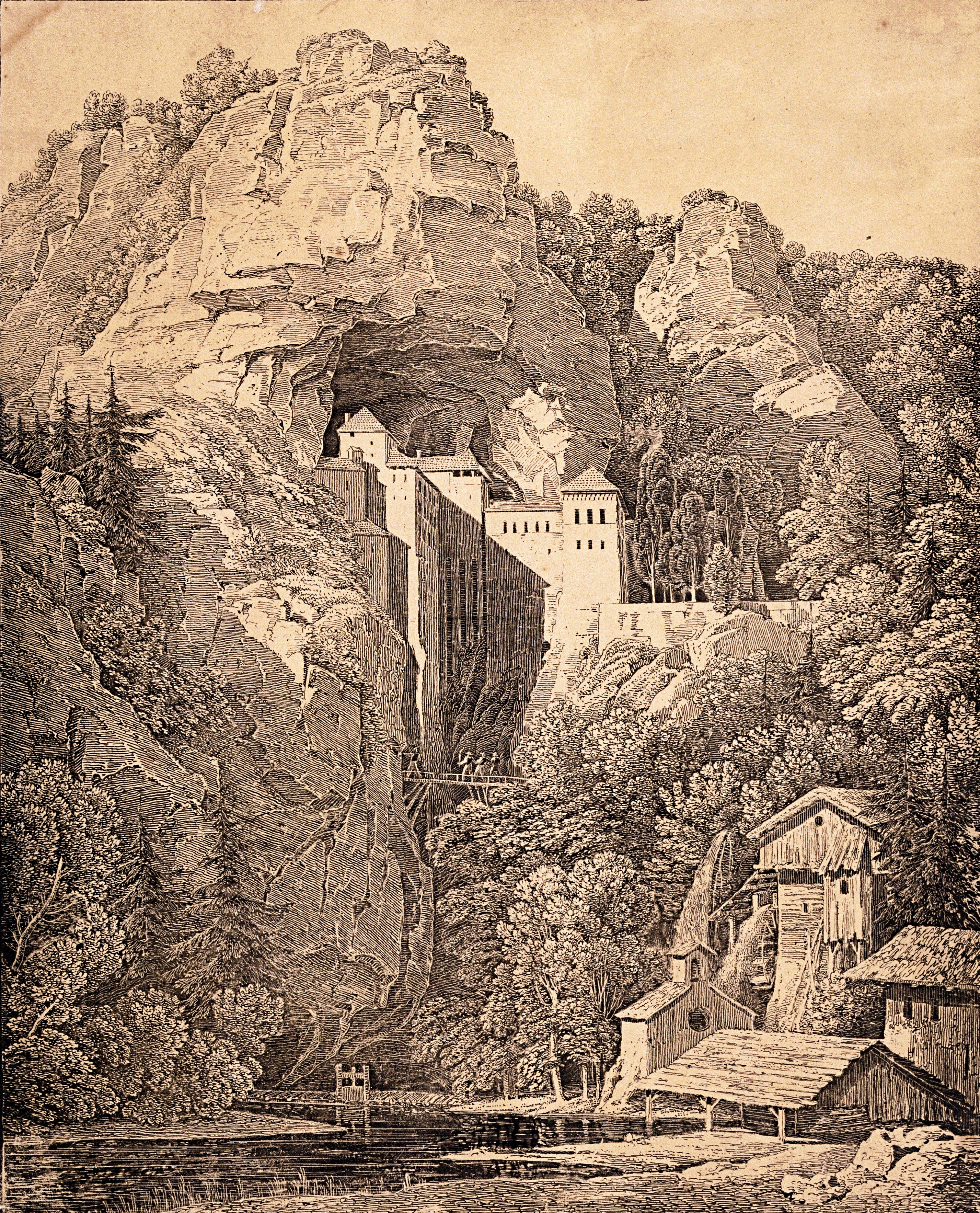
Predjama slott på en litografi av Karl Friedrich Schinkel år 1816.

Predjama slott (slovenska: Predjamski grad) är ett medeltidsslott, beläget 12 kilometer från staden Postojna i Slovenien.
Slottet byggdes troligen på 1100-talet, men nämndes först år 1274 med det tyska namnet Luegg. Det tillhörde patriarkerna i Aquileia i norra Italien och de gav slottet dess namn. Predjamski betyder "slottet framför grottan" på slovenska. Det är byggt i gotisk stil på en skyddad plats framför en grotta i en brant bergvägg. Placeringen av slottet gjorde det lätt att försvara.
Slottet var gömställe för knekten och rövaren Erazem Jamski (Lueger), 1400-talets lokala Robin Hood, som var ättling till guvernören av Trieste, Nikolaj Lueger. Enligt legenden kom Erazem i konflikt med habsburgarna år 1483 när han dödade befälhavaren för den kejserliga armén, Marshall Pappencheim. Erazem flydde till Predjama som belägrades av en kejserlig armé. Efter drygt ett år förråddes han av en av sina tjänare och sköts ihjäl. Under hela belägringen hade förnödenheter transporterats till slottet genom grottsystemet i berget. Predjama beslagtogs av habsburgarna som i stort sett förstörde hela slottet.
Ett nytt slott uppfördes, men det förstördes av en jordbävning. Det nuvarande slottet i renässansstil började byggas i slutet av 1500-talet och är i stort sett oförändrat sedan dess.
Slottet var privat tills de jugoslaviska myndigheterna tog över efter andra världskriget. I dag är Predjama slott ett museum.